# Avi Toledano
Avraham ”Avi” Toledano (hebreiska: אברהם טולדנו), född 4 april 1948 i Meknès, är en israelisk sångare och låtskrivare.
Avi Toledano föddes och växte upp i den marockanska staden Meknès. Han emigrerade till Israel 1965 då han var 16 år gammal. Han fick sin första hit med låten Zohi Yaffo, som släpptes när han genomförde sin värnplikt 1969.
Toledano deltog i den israeliska uttagningen (Kdam Eurovision) till Eurovision Song Contest 1981 och kom på 3:e plats med bidraget Carnaval. Han återkom till tävlingen året därpå och vann med bidraget Hora. I Eurovision Song Contest samma år kom han på 2:a plats med 100 poäng. Han skrev även Israels bidrag till 1983 års tävling, Khay, som framfördes av Ofra Haza och uppnådde 2:a plats med 136 poäng. Toledano deltog åter i den israeliska uttagningen 1989 och kom på 2:a plats med bidraget Dayenu. Han skrev även Chaim Moshes bidrag (Le'chaim) i 1986 års uttagning som kom på 3:e plats.